# 松室敦子
松室 敦子（まつむろ あつこ、? - 1746年12月20日〈延享3年11月9日〉）は、霊元天皇の後宮。父は非蔵人の松室重敦。母は杉山久左衛門の娘。猶父は岩倉乗具。出仕名は柏木・伊勢・右衛門佐局。秦敦子とも呼ばれる。
皇子の有栖川宮職仁親王・尭恭法親王・皇女の吉子内親王の生母。

## 生涯
1713年（正徳3年）9月頃までには霊元天皇に出仕していたとみられる。1715年（正徳5年）5月9日に院御所中臈となり、右衛門佐局の名を賜る。
1746年（延享3年）に死去。法号は心観院。